# Odontomyia halterata
Odontomyia halterata är en tvåvingeart som beskrevs av Franz Paula von Schrank 1803. Odontomyia halterata ingår i släktet Odontomyia och familjen vapenflugor.
Artens utbredningsområde är Tyskland. Inga underarter finns listade i Catalogue of Life.